# Eduard Dohlhoff
Georg Eduard Dohlhoff (* 24. Juli 1799 in Halle an der Saale; † 27. Mai 1852 in Magdeburg) war ein deutscher Arzt und Medizinalrat.

## Leben
Eduard Dohlhoff wurde als Sohn des evangelischen Dom- und Hofpredigers Georg Peter Dohlhoff und Marie Louise Humbert geboren. Er studierte seit 1816 Medizin in Halle/Saale. 1819 promovierte er und unternahm eine Studienreise, unter anderem auch nach Paris. 1822 ließ er sich als Arzt in Magdeburg nieder.
Dohlhoff war verheiratet mit seiner Cousine Johanna Gaertner, einer Tochter von Friedrich Wilhelm Abraham Gaertner und Sophie Marie Dohlhoff. Eduard Dohlhoff, ebenso wie seine Frau Johanna Gaertner waren Enkel des Apothekers und Bürgermeisters der Pfälzer Kolonie Georg Philipp Dohlhoff. Aus der Ehe sind 2 Kinder bekannt.

## Öffentliches Wirken
1826 wurde er Assessor für Chirurgie im Provinzial-Medizinalkollegium. 1827 übernahm er die Leitung der chirurgischen Klinik im Magdeburger Krankenhaus Altstadt. Hierbei war er auch Dozent für allgemeine und spezielle Chirurgie an der neu gegründeten Medizinisch-chirurgischen Lehranstalt.
Während einer Cholera-Epidemie leitete Dohlhoff in Magdeburg in den Jahren 1831/1832 das Cholera-Lazarett in der Turmschanze.
Um die Ausbildung des Pflegepersonals effektiver und schneller zu gestalten, gründete er einen Krankenwärter-Verein. 1832 wurde Dohlhoff Medizinalrat. 1834 wurde er Prüfungsvorsitzender im Medizinalkollegium.
Wegen eines Kunstfehlers wurde Dohlhoff 1840 zu einer Gefängnisstrafe verurteilt, die er bedingt durch eine allgemeine Amnestie jedoch nicht verbüßen musste.

## Ehrung
Die Stadt Magdeburg hatte ihm zu Ehren zeitweise eine Straße (Dohlhoffstraße) benannt.

## Werke
- Geschichte einer unglücklich abgelaufenen Operation, 1838